# Poulnabrone Dolmen

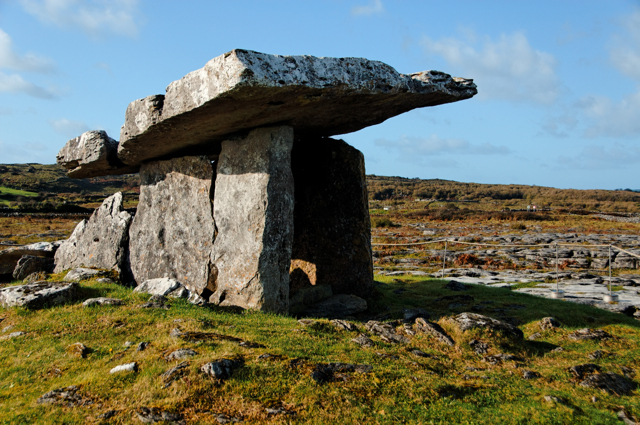

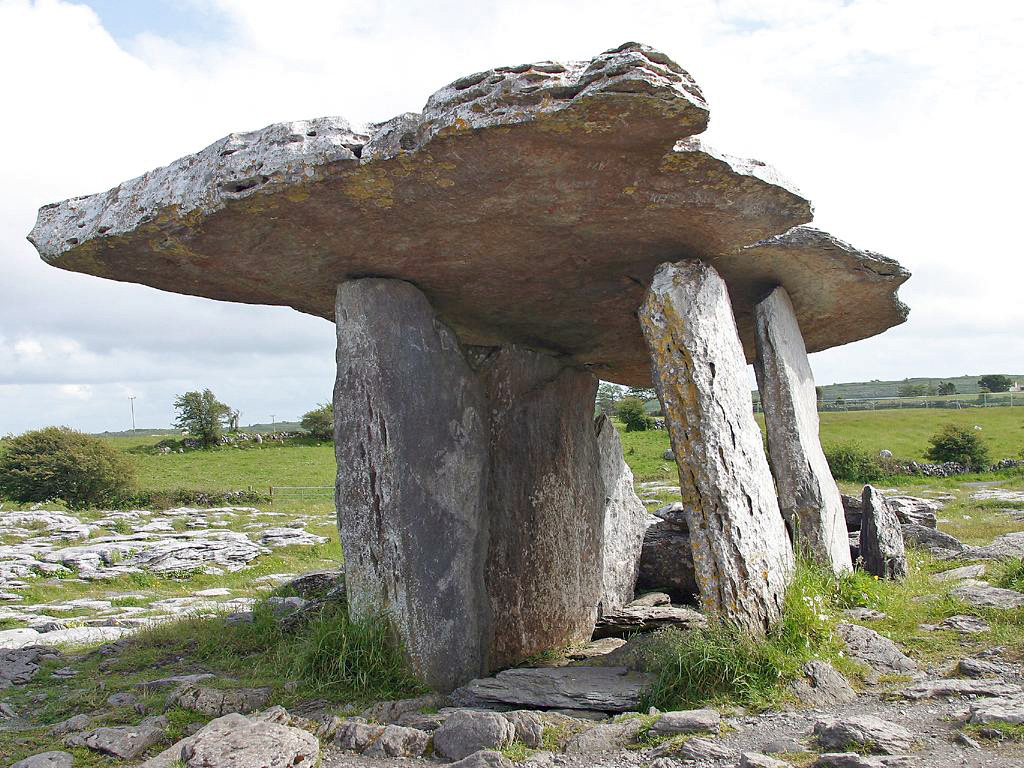
Poulnabrone dolmen in de Burren

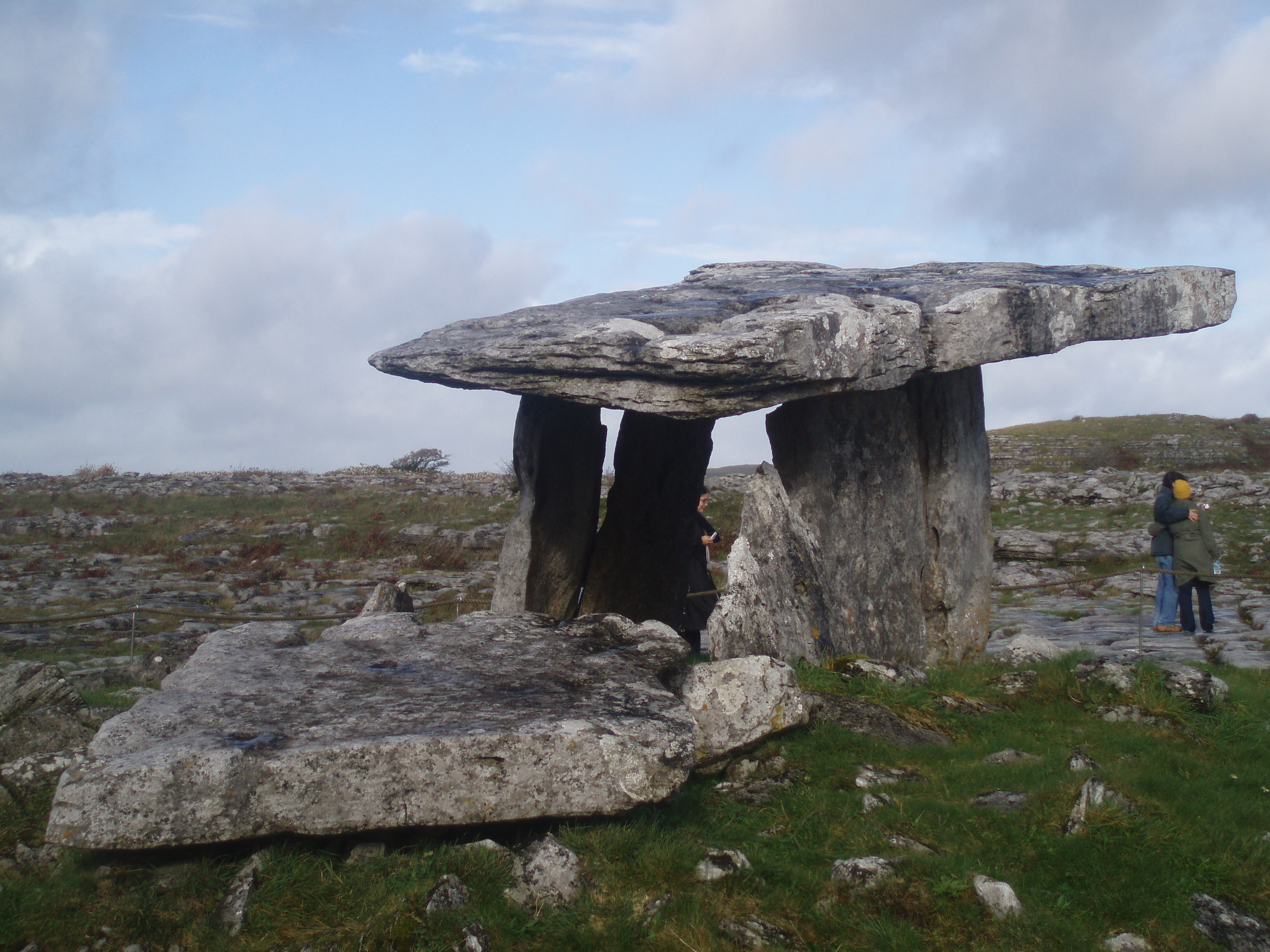
Poulnabrone

Poulnabrone Dolmen (Iers: Poll na mBrón, wat mogelijk "hol van de kweernen" of "hol van de smarten" betekent) is een hunebed in de Burren in County Clare, Ierland. Het graf dateert uit het Neolithicum, ergens tussen 4200 en 2900 voor Christus. Het ligt aan de R480 van Ballyvaughan naar Kilnaboy, ongeveer een kilometer ten noorden van Caherconnell Steenfort.

## Kenmerken
De dolmen bestaat uit een ongeveer 4 meter lange, dunne tafelachtige steenplaat ondersteund door slanke staande stenen. Het geheel is ongeveer 180 centimeter hoog en creëert daarmee een 9 meter lange "kamer".

## Opgravingen
In 1985 werd een breuk geconstateerd in de oostelijke staande steen. Als gevolg hiervan stortte de dolmen gedeeltelijk in. Van de nood een deugd makend heeft men de dolmen vervolgens uiteengenomen, archeologisch onderzoek gedaan, de gebroken steen vervangen en de dolmen weer opgebouwd. Uit de opgravingen is gebleken dat tussen de 16 en 22 volwassenen en 6 kinderen in het monument begraven zijn. Ook werden persoonlijke bezittingen aangetroffen zoals een gepolijste steenbijl, een benen hanger, kwartskristallen, wapens en aardewerk. In de Bronstijd, ongeveer in de 17e eeuw v.Chr., is er nog een jonge baby juist buiten de ingang begraven. Gezien de dominante positie van de dolmen in het karstlandschap van de Burren moet het nog heel lang een belangrijke rituele en ceremoniële plaats geweest zijn, mogelijk tot in de tijd van de Kelten.